# 세바스티앵 아미에
세바스티앵 아미에(독일어: Sébastien Amiez, 1972년 5월 6일~)는 프랑스의 전직 알파인 스키 선수이다. 올림픽에 3회 참가했고 2002년 동계 올림픽 남자 회전 부문에서 은메달을 획득했다. 또한 세계 선수권 대회에서 은메달 1개를 획득했고 월드컵에서 회전 부문 우승 1회(1996) 달성했다.

## 개인사
아들인 스테브 아미에 또한 스키 선수로 활동하고 있다.